# HAZOP
HAZOP（Hazard and Operability Studies）とは、リスク特定のため、複雑なプロセスや装置に対して行う手法である。
化学工業、原子力、製鉄などの装置産業で、事故などの原因が、原料、材料、燃料などの気体・液体の流量の調整との関係で、電磁バルブの所で分析すると効率がよいという経験則から一般化した方式として用いるようになった。現在では、化学プラントにかかるセーフテイ・アセスメントの「 プロセス安全性評価（第4段階）」において、「第3段階の危険度ランクがIのプラントについては、プロセス固有の特性等を考慮し、フォルトツリー解析、HAZOP、FMEA手法等により、危険度ランクがIIのプラントについては、What-if分析等により、潜在危険の洗い出しを行い、妥当な安全対策を決定する。」という形で 労働省労働基準局長から通達がでている。当初は時間の量・質である早（early）、 遅（late）、 前（before）、後（after）を含まない検討・報告がある。
電磁バルブは電気制御であるため、国際電気標準会議の規格 IEC 61882:2001 Hazard and operability studies となり、2016年に第二版を発行している。IECの設計審査規格関連規格にFTA、 FMEAがある。IEC 61882はJISにはなっていない。JISでは、ISO/IEC 31010 Risk management - risk assessment technologiesが、JIS Q 31010リスクマネジメント リスクアセスメント技法になっており、HAZOPの概説がある。

## 適用範囲
物質の流れでは化学工業、原子力発電、製鉄所などでの適用がある。

学術論文検索などで見ると、医療関係の取り組みが増えている。

## 道具
FTA、 FMEA用の道具と同様、HAZOP用の道具として表計算ソフトを用いる場合がある。また複数の手法でデータを共有できる専用ソフトウェアも販売されている。例えば、日本国内では構造計画研究所が販売しているSTATURE、Wavefrontが販売しているHAZOP+などがある。

## よくある誤解
- 時間がかかる どういう使い方をしなければいけないという手法ではなく、空間・時間の上限・下限の合計8種類、存在・方向の逆などの、ありえない想定外を洗い出すための手法として用いることができる。そのため、想定外が一つだけみつけることに集中した使い方をすれば、他の手法より短時間で想定外をみつけることができる。
- 抽象的でわかりにくい FTAの頂上事象、FMEAの故障モードなどを洗い出すために用いると有効であり、抽象度が高いため単独で用いることに拘る必要がない。他の手法で洗い出した事象を、顧客、他の分野の専門家への説明をわかりやすくするために、整理しなおす方法として用いてもよい[18]。
- どこまでやればよいかわからない 何を目的で利用するかで、最初に目標を決めればよい。FTAの頂上事象、FMEAの故障モードを洗い出し以外に、例えば、「従来考慮していなかった想定外を一つでも洗い出す」「他の手法で洗い出したものに漏れがないか確認する」「利害関係者を集めて共通認識になっていない事を一つでも洗い出す」「熟練者と初心者の違いを確認する」など。
- 早遅前後は追加的であるため実施しない 電気制御、電子制御、論理回路、計算機を利用している場合には、同時に発生したり、事象の早遅という量的な面と、前後という質的な面の両方を検討していないと振舞が異なる可能性があり、省略しては安全性が確認できない。人手だけの処理で、電気・計算機を利用していない場合であっても、手順の前後、早い遅いが致命的になる可能性がある。予備実施の場合や、現状から一つだけでも問題を洗い出したいなど、最終判定でない段階で、特定の項目に絞ることはありえる。最初から最後まで考慮しなくてもよいという項目は原理的にはない。

## 事例
- 新日鉄名古屋、2004年[19]
- プラント・機械装置（東芝）、2006年[20]
- 東ソー 南陽事業所 第二塩ビモノマー製造施設の爆発火災事故、2011年[21][22]
- 高圧ガス保安協会 リスクアセスメントガイドライン、2015年[23] - 連続系HAZOP、バッチ系HAZOPに分類している。バッチ系HAZOPでは、さらに細かく手順HAZOP、バッチ反応HAZOP、シャットダウン（ESD: Emargency Shut Down） HAZOPに分けている。